# Eudes Herpin von Bourges
Eudes Herpin von Bourges, wahlweise auch Harpin oder Arpin genannt († um 1109 in Cluny), war ein Vizegraf von Bourges und Kreuzfahrer.

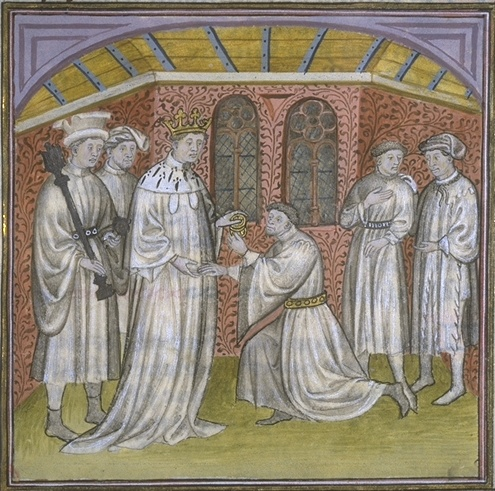
König Philipp I. von Frankreich kauft die Vizegrafschaft Bourges. Darstellung aus den Grandes Chroniques de Saint-Denis, 14. Jahrhundert.

Er war ein Sohn des Herrn Humbert von Dun und heiratete noch vor 1092 Mathilde, älteste Tochter des Herren Gilles, Seigneur de Sully. Mathilde war die Erbin ihres Onkels mütterlicherseits, Vizegraf Stephan von Bourges, während das väterliche Erbe an ihre jüngere Schwester Agnes und deren Ehemann Wilhelm von Blois fiel. Eudes wurde dadurch im Recht seiner Frau selbst Vizegraf von Bourges im Berry.
Eudes schloss sich dem Herzog Wilhelm IX. von Aquitanien zum sogenannten Kreuzzug von 1101 an. Um diese bewaffnete Pilgerfahrt finanzieren zu können, verpfändete er Bourges für 60.000 Sou an König Philipp I. von Frankreich. In Palästina wurde er möglicherweise Herr von Caesarea. Er kämpfte 1102 in der zweiten Schlacht von Ramla, wo er in die Gefangenschaft der Sarazenen fiel. Nach seiner Herauslösung kehrte er in die Heimat zurück und trat als Mönch in die Abtei Cluny ein, wo er um 1109 starb.

## Herpin von Bourges
Basierend auf Eudes Kreuzzugsreise entstand im Mittelalter ein Chanson de geste, genannt Chanson de Lion de Bourges. In dieser Dichtung tritt er als Herzog Herpin von Bourges auf, der nach Intrigen seiner Feinde von Karl dem Großen aus Frankreich verbannt wird. Dabei verliert er seine geliebte Frau, die es nach Toledo verschlägt, während Herpin in einem fernen Land gegen die Ungläubigen kämpft. Von diesen gefangen genommen, wird er als Sklave nach Toledo verkauft, wo er seine Frau wiederfindet und die Stadt vor feindlichen Truppen rettet. Später wird Herpin ermordet und seine Frau stirbt am gebrochenen Herzen.
Die zentrale Figur dieser Geschichte ist allerdings der Sohn des Paares, der Lion genannt wurde, weil eine Löwin ihn gesäugt hatte. Nach vielen amourösen Affären und gefährlichen Abenteuern im Königreich Sizilien gelingt es Lion schließlich das väterliche Erbe zurückzugewinnen.
Das Chanson wurde im 15. Jahrhundert von Elisabeth von Lothringen (Elisabeth von Nassau-Saarbrücken) als Prosaroman mit dem Titel „Lewenbuch von Burges in Berrye“ ins Deutsche übersetzt, allerdings setzte sich für das Werk bald der Titel „Herpin“ allgemein durch.